# Karl Georg von Raumer (Archivar)
Karl Georg von Raumer (* 16. November 1753 in Dessau; † 2. Juli 1833 in Berlin) war ein deutscher Legationsrat und Direktor des Geheimen Staatsarchivs.

## Herkunft
Karl Georg von Raumer war der Enkel des anhaltischen Regierungspräsidenten Johann Georg von Raumer und Sohn des anhaltischen Regierungsdirektors Leopold Gustav Dietrich von Raumer (1726–1788) und der Anna Eleonore von Waldow (1724–1796). Sie war die Tochter des preußischen Regierungspräsidenten und Dompropstes Christoph Otto von Waldow auf Bernstein in der Neumark und Hofdame der Fürstinnen Anna Luise Föhse und Gisela Agnes von Rath zu Anhalt-Dessau.
Seine Brüder waren der Generalmajor Karl Heinrich Friedrich (1757–1831), der Kammerdirektor Georg Friedrich (1755–1822), und der spätere preußische Generalleutnant Eugen (1758–1823).

## Leben und Wirken
Nach seiner Schulzeit zog er auf Empfehlung seines Onkels Karl Albrecht Friedrich von Raumer nach Stargard in Pommern, wo dieser zu jener Zeit als Generalstabsoffizier in Stargard stationiert war. Hier besuchte er ab 1769 das so genannte „Gröningensche Collegium“ und wechselte zwei Jahre später auf die Universität Leipzig, wo er unter anderem bei Karl Ferdinand Hommel Rechtswissenschaften sowie Philosophie studierte. Nach erfolgreicher Prüfung begann er seine Laufbahn im preußischen Staatsdienst als Referendar am Berliner Kammergericht, welches ihn nach bestandenem Staatsexamen 1780 zum Assessor des Ersten Senates ernannte. Da Raumer kein gebürtiger Preuße war, konnte die nächste Beförderung zum Kammergerichtsrat erst nach dem Tod Friedrich II. ausgesprochen werden, als die Beförderungszulassungen gelockert worden waren. Es folgten noch Verwendungen als Justizrat im Kurmärkischen Pupillenkollegium sowie im französischen Obergericht, bevor er 1792  als Sachbearbeiter für Reichs- und Rechtsangelegenheiten in das Kabinettsministerium, dem späteren Ministeriums für auswärtige Angelegenheiten wechselte.
Hier wurde Raumer 1797 zum Geheimen Legationsrat sowie 1803 für seine Dienste im Justizministerium unter Eberhard von der Reck zum Geheimen Oberjustizrat ernannt. Im Jahr 1809 gehörte er der Friedensvollziehungskommission an, die sich mit der Umsetzung der Friedensverhandlungen von Tilsit beschäftigte, sowie ab 1811 der Generalsordenskommission und des Domkirchendirektoriums, deren Präsidentschaft er einige Jahre später übernahm. Schließlich wurde Raumer im Jahr 1814 zunächst mit der kommissarischen und 1818 mit der offiziellen Leitung der zweiten Sektion des Ministeriums für auswärtige Angelegenheiten betraut. Unter dem Staatskanzler Karl August von Hardenberg stieg er hier zum Vortragenden Legationsrat Erster Klasse auf und wurde Mitglied des Staatsrates. Darüber hinaus leitete Raumer ab 1819 als Präsident das Oberzensurkollegium, gab aber daher die Leitung des Domkirchendirektoriums auf.
Wenige Monate vor Hardenbergs Tod und im Rahmen einer kompletten Neuordnung des Geheimen Staatsarchivs, ernannte dieser Karl Georg von Raumer zunächst nebenberuflich noch zum Archivdirektor. Diese Aufgabe verlangte aber soviel Einsatz, so dass Raumer, mittlerweile seit 1825 zum Wirklichen Geheimen Rat befördert, im Jahr 1829 um seine Entlassung aus dem Staatsrat und 1832 aus dem auswärtigen Dienst bat und das Archiv dann bis zu seinem Tode hauptamtlich leitete.

## Familie
Karl Georg von Raumer war mit Luise Lecke, einer Tochter des Iserlohner Bürgermeisters Johann Caspar Lecke, verheiratet und bekam mit ihr jeweils vier Söhne und Töchter. Er sorgte noch wenige Monate vor seinem Tod dafür, dass sein Sohn Georg Wilhelm von Raumer zu seinem Nachfolger im Amt des Archivdirektors aufgebaut wurde, welches dieser dann im Jahr 1842 übernahm.

## Ehrungen
Für seine unermüdlichen Dienste für das preußische Staatswesen wurde Raumer 1810 zunächst mit dem Roten Adlerorden 3. Klasse ausgezeichnet, sodann im Jahre 1817 mit der 2. Klasse mit Eichenlaub und erhielt schließlich 1829 die Erste Klasse mit Eichenlaub.
Noch zu Lebzeiten wurde im Jahr 1825 ihm zu Ehren und anlässlich seines 50. Dienstjubiläums durch den Bildhauer Karl Wichmann eine Büste Raumers angefertigt, die nach seinem Tod im Geheimen Staatsarchiv aufgestellt wurde.

## Schriften (Auswahl)
- De Ambitv Politiae Eivsqve A Ivstitia Discrimine, Diss. Leipzig, Breitkopf, 1774
- Versuch über die Mittel wider den Kindermord : auf Veranlassung der Manheimer Preisfrage ; von einem Kriminalrichter, Berlin : Lange, 1782
- Ueber die Vorurtheile wider die Vormundschafts Kollegien : zum Besten eines Pflegebefohlnen des Kurmärkischen Pupillenkollegiums, Berlin, 1789
- Zum Studium der philosophischen und kameralistischen Wissenschaften : für angehende Studierende, Raumer et al., Erlangen : Junge, 1832
- Die Bestrebungen der Social-Demokratie : besprochen für das Volk, 3. Aufl. – Berlin: Herzmann, 1878